# Эллон
Элло́н (фр. Ellon) — коммуна во Франции, находится в регионе Нижняя Нормандия. Департамент коммуны — Кальвадос. Входит в состав кантона Бальруа. Округ коммуны — Байё.
Код INSEE коммуны — 14236.

## Население
Население коммуны на 2010 год составляло 414 человек.
| 1962 | 1968 | 1975 | 1982 | 1990 | 1999 | 2010 |
| ---- | ---- | ---- | ---- | ---- | ---- | ---- |
| 318  | 324  | 291  | 364  | 380  | 374  | 414  |

## Экономика
В 2010 году среди 294 человек трудоспособного возраста (15—64 лет) 194 были экономически активными, 100 — неактивными (показатель активности — 66,0 %, в 1999 году было 61,6 %). Из 194 активных жителей работали 175 человек (94 мужчины и 81 женщина), безработных было 19 (11 мужчин и 8 женщин). Среди 100 неактивных 21 человек были учениками или студентами, 36 — пенсионерами, 43 были неактивными по другим причинам.